# Pierre-Fitte (Beautheil)
Pour les articles homonymes, voir Pierre-Fitte.
La Pierre-Fitte, appelée aussi Pignon de Sainte-Aubierge ou Pierre de Sainte-Flodoberthe est un menhir situé sur la commune de Beautheil dans le département de Seine-et-Marne.

## Historique
L'édifice est classé au titre des monuments historiques en 1889.

## Description
Le menhir est constitué d'une grande dalle en grès de 3,50 m de hauteur pour une largeur à la base de 2,40 m et une épaisseur moyenne de 0,50 m. Il comporte une rainure oblique d'environ 2 m de long sur 4 cm de largeur sur sa face est obtenue par piquetage sur 1 cm de profondeur. Une fouille pratiquée au pied du menhir n'a livré aucun matériel archéologique.

## Folklore
Sainte Flodoberthe et sa sœur sainte Aubierge construisaient toutes deux leur chapelle respective à Amillis et Saint-Augustin. Sainte Flodoberthe ayant fini de construire la sienne voulut offrir une belle pierre à sa sœur mais en chemin elle rencontra cette dernière qui venait lui annoncer qu'elle avait elle-aussi achevé son chantier. Sainte Flodoberthe abandonna alors la pierre sur place. Quant à la rainure, elle aurait été faite par le manche de la quenouille de Sainte Flodoberthe qui filait tout en marchant avec la pierre sous le bras.